# Stara Wyschiwka
Stara Wyschiwka (ukrainisch Стара Вижівка; russisch Старая Выжевка Staraja Wyschewka; polnisch Wyżwa Stara) ist eine Siedlung städtischen Typs im Nordwesten der Ukraine.

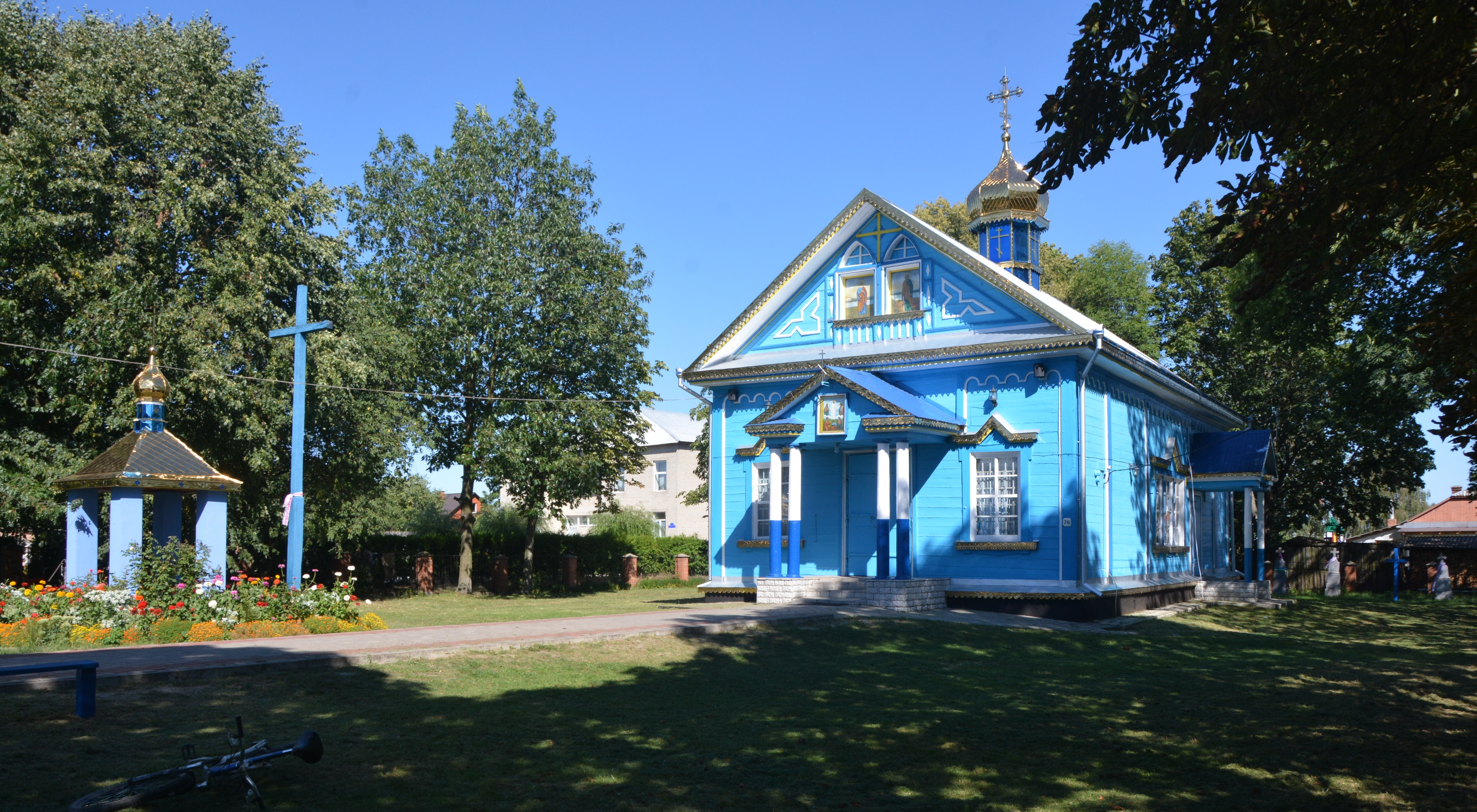
Kirche im Ort

Die Ortschaft hat 5200 Einwohner (2012) und liegt an der Wyschiwka in der Oblast Wolyn 110 km nordwestlich des Oblastzentrums Luzk und 38 km nordwestlich der Stadt Kowel.

## Geschichte
Die Siedlung in Polesien wurde 1508 (anderen Quellen zufolge 1548) erstmals erwähnt und erhielt 1548 die Stadtrechte nach Magdeburger Recht. Stara Wyschiwka unterhält eine Partnerschaft mit der polnischen Ortschaft Urzędów.
Bis 1946 trug der Ort den Namen Wyschwa (Вижва/Выжба), 1957 erhielt der Ort den Status einer Siedlung städtischen Typs.
Stara Wyschiwka ist das administrative Zentrum des Rajon Stara Wyschiwka. Dieser hat eine Fläche von 1121 km² und eine Bevölkerungszahl von etwa 30.700 Einwohnern. Die Bevölkerungsdichte beträgt etwa 28 Personen je km².

## Verwaltungsgliederung
Am 11. Juli 2018 wurde die Siedlung zum Zentrum der neugegründeten Siedlungsgemeinde Stara Wyschiwka (ukrainisch Старовижівська селищна громада/Starowyschiwska selyschtschna hromada). Zu dieser zählen auch noch die 14 Dörfer Borsowa, Bridky, Brunetiwka, Chotywel, Halyna Wolja, Melnyky, Mysowe, Nowa Wyschwa, Poliske, Rudka, Sedlyschtsche, Smoljari, Tscheremschanka und Tschewel, bis dahin bildete die Siedlung die gleichnamige Siedlungsratsgemeinde Stara Wyschiwka (Старовижівська селищна громада/Starowyschiwska selyschtschna hromada) im Zentrum des Rajons Stara Wyschiwka.
Am 12. Juni 2020 kamen noch weitere 2 Dörfer zum Gemeindegebiet hinzu.
Am 17. Juli 2020 wurde der Ort Teil des Rajons Kowel.
Folgende Orte sind neben dem Hauptort Stara Wyschiwka Teil der Gemeinde:
| Name                     | Name        | Name                         | Name         | Name |
| ukrainisch transkribiert | ukrainisch  | russisch                     | polnisch     |      |
| ------------------------ | ----------- | ---------------------------- | ------------ | ---- |
| Borsowa                  | Борзова     | Борзовая (Borsowaja)         | Borzowa      |      |
| Bridky                   | Брідки      | Бродки (Brodki)              | Bródki       |      |
| Brunetiwka               | Брунетівка  | Брунетовка (Brunetowka)      | Brunetówka   |      |
| Chotywel                 | Хотивель    | Хотивель (Chotiwel)          | Chociwl      |      |
| Halyna Wolja             | Галина Воля | Галина Воля (Galina Wolja)   | Halinowola   |      |
| Melnyky                  | Мельники    | Мельники (Melniki)           | Mielniki     |      |
| Mysowe                   | Мизове      | Мызово (Mysowo)              | Myzowo       |      |
| Nowa Wyschwa             | Нова Вижва  | Новая Выжва (Nowaja Wyschwa) | Wyżwa Nowa   |      |
| Poliske                  | Поліське    | Полесское (Polesskoje)       | Piaseczno    |      |
| Rudka                    | Рудка       | Рудка                        | Rudka        |      |
| Sedlyschtsche            | Седлище     | Седлище (Sedlischtsche)      | Siedliszcze  |      |
| Smoljari                 | Смолярі     | Смоляры (Smoljary)           | Smolary      |      |
| Stara Huta               | Стара Гута  | Старая Гута (Staraja Guta)   | Huta Stara   |      |
| Sukatschi                | Сукачі      | Сукачи (Sukatschi)           | Sukacze      |      |
| Tscheremschanka          | Черемшанка  | Черемшанка                   | Czeremszanka |      |
| Tschewel                 | Чевель      | Чевель                       | Czewel       |      |